# Léon Malaprade

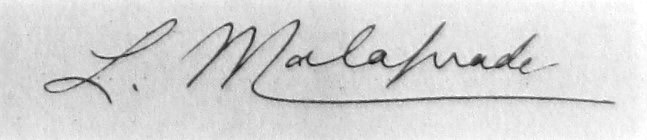
Unterschrift

Léon André Jean Eugène Malaprade (* 27. August 1903 in Dieppe; † 25. September 1982 in Nancy) war ein französischer Chemiker.

## Biografie

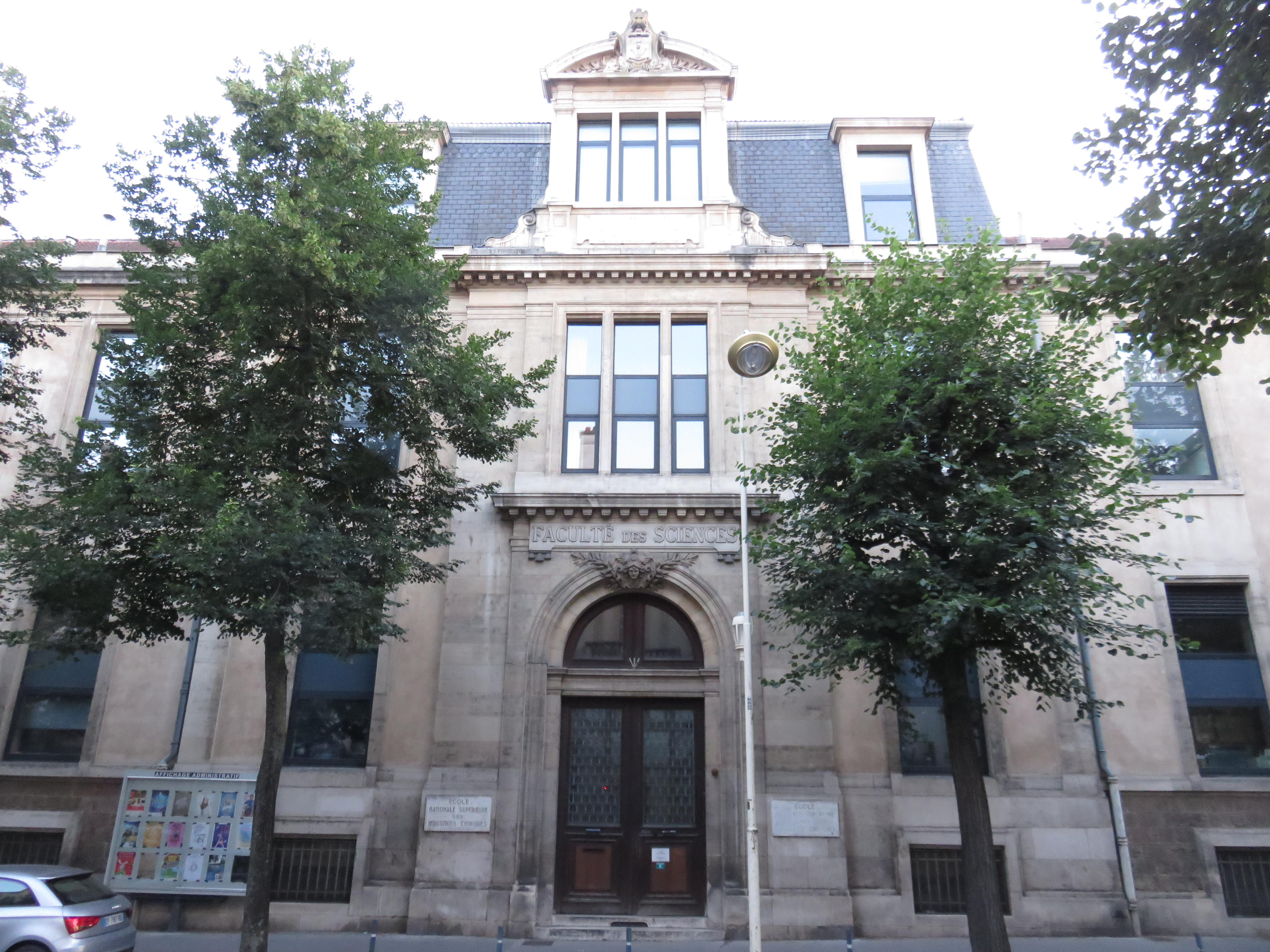
École nationale supérieure des industries chimiques in Nancy, 2018

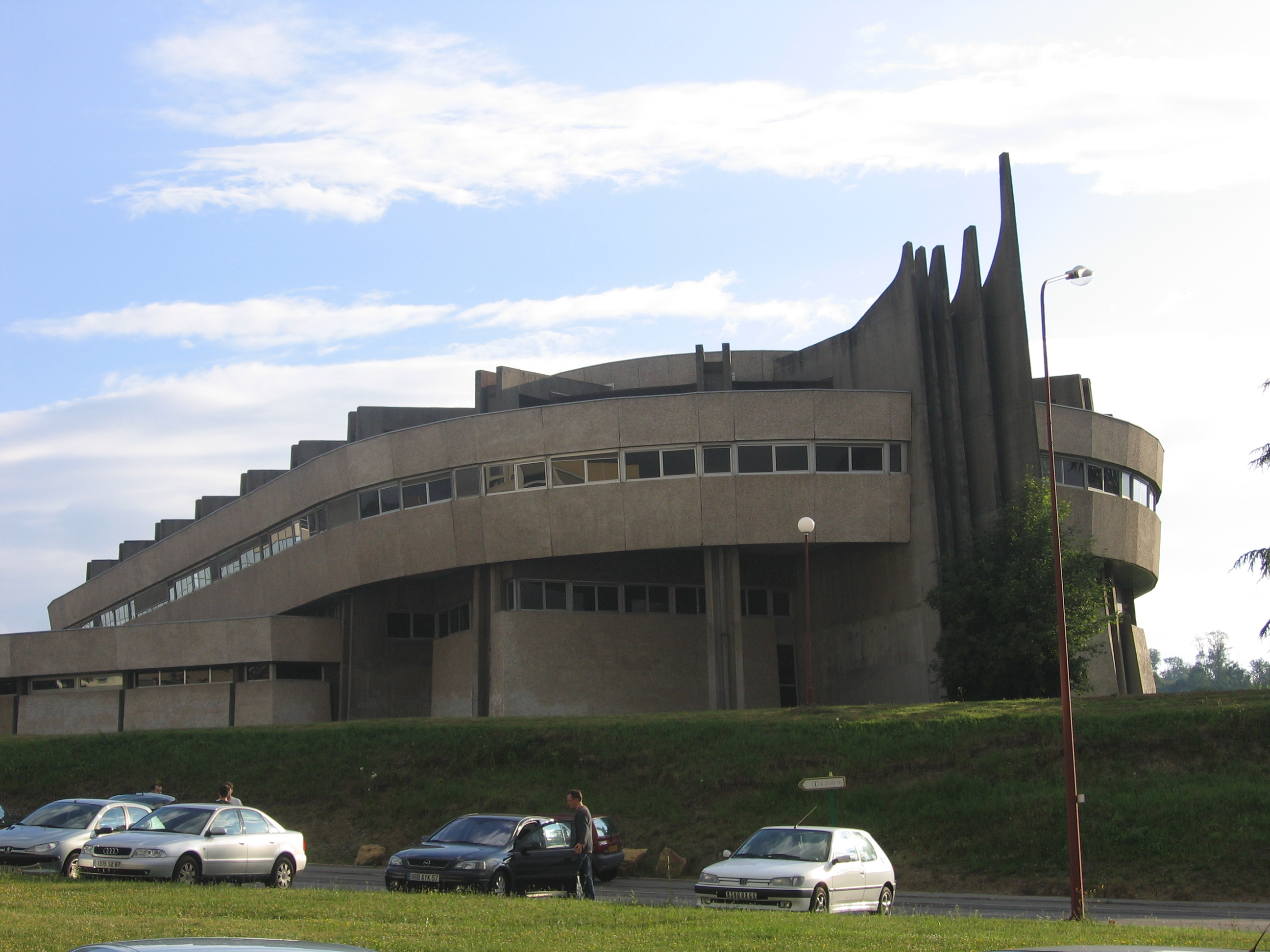
Bibliothek der Universität Nancy I in Vandoeuvre-les-Nancy

Léon Malaprade wurde als ältester Sohn von Kapitän Léon Joseph Malaprade und Alice Morel geboren. Er besuchte das Collège Jehan Ango in Dieppe und machte dort 1920 sein Abitur. Im Alter von 17 Jahren begann Malaprade ein Chemiestudium an der Universität Nancy. 1923 erlangte er ein Diplom als Chemieingenieur. Sein Physikstudium schloss er 1925 ab. Ab 1924 war er Mitglied der Société Chimique de France.
Malaprade lernte an der École nationale supérieure des industries chimiques (ENSIC) und ging dann an die Fakultät für Naturwissenschaften. Während seiner Tätigkeit im Labor für Industriechemie von Alexandre Travers führte er Studien durch, die er 1928 für seine Doktorarbeit Untersuchung der Neutralisation einiger mineralischer Polysäuren, insbesondere oxidierender Säuren und komplexer Säuren verwendete. Die Dissertation stellte den Beginn seiner Forschungsarbeit über Molybdän- und Wolfram-Heteropolysäuren dar. Nach seiner Promotion in Physik identifizierte er die Produkte, die durch die oxidative Wirkung von Periodsäure auf Polyole mit zwei bis sechs Kohlenstoffatomen entstehen.
Außerdem spielte Malaprade im Stade Universitaire Lorrain Fußball und gehörte dort zur Stammmannschaft. L’Est Républicain bezeichnete ihn in der Ausgabe vom 30. November 1924 als „einen der besten Außenverteidiger in Lothringen.“ 1922/1923 war er Untersekretär der allgemeinen Studentenvereinigung von Nancy. 1953 schuf er die Statuten der Association Sportive de l’ENSIC, deren Vorsitzender er bis 1969 war.
Im Jahr 1930 wurde er Assistent am Institut für Chemie der Fakultät für Naturwissenschaften der Universität Nancy (heute Teil der Université de Lorraine). Ab 1956 war er dort Lehrbeauftragter, ehe er 1959 Dozent, 1960 Professor und 1974 Honorarprofessor wurde.
Am 18. Juli 1932 heiratete er Simone Milleur, mit der er acht Kinder – sechs Mädchen und zwei Jungen – hatte.
Am 6. September 1942 wurde er vom CNRS als Forscher anerkannt. Malaprade lehrte außerdem an der École Supérieure de la Métallurgie et de l’Industrie des Mines, am Institut d’Électrotechnique et de Mécanique appliquée, an der École nationale supérieure des industries chimiques und der École supérieure de géologie appliquée. Von 1955 bis 1967 lehrte er Chemie an der medizinischen Fakultät in Nancy. Ab 1960 unterrichtete er als Professor Analytische Chemie und Chemie.
Léon Malaprade schlug 1963 und erneut 1968 Gerold Schwarzenbach von der Universität Zürich für den Chemienobelpreis vor.
Im Jahr 1973 ging Malaprade in den Ruhestand.

## Malaprade-Reaktion
1928 entdeckte er die nach ihm benannte Malaprade-Reaktion, bei der α-Glycole in Gegenwart von Periodsäure eine Spaltungsreaktion eingehen.

Malaprade-Reaktion
Mechanismus der Malaprade-Reaktion

## Auszeichnungen und Ehrungen
- 1922: Bronzemedaille der Stadt Nancy „Universitas Nanceiana – Vive Labeur“ – Wissenschaften
- 1923: Bronzemedaille der Stadt Nancy „Universitas Nanceiana – Vive Labeur“ – Wissenschaften[23]
- 1923: Preis der Fondation Georges Arth[23]
- 1923: Silbermedaille der Société Industrielle de l’Est[23]
- 1923/24: Französischer Universitätsfußballmeister – Goldmedaille
- 1925: Amateurfußballmeister Lorraine – Medaille der Ligue Lorraine de Football Amateur
- 1939: Officier d’académie[24][25]
- 1953: Chevalier de la Légion d’Honneur
- Commandeur des Palmes Académiques[26]
- 1974: Professeur Honoraire des Universités

## Publikationen
- Titrage potentiométrique des Acides oxydants In: Bulletin de la Société Chimique de France Band 39, 1926, S. 325.
- zusammen mit A. Travers: Constitution des solutions d’acide molybdique In: Comptes rendus de l’Académie des sciences Band 183, 1926
- zusammen mit A. Travers: Constitution des molybdates In: Comptes rendus de l’Académie des sciences Band 183, 1926
- Action des polyalcools sur l’acide périodique In Bull. Soc. Chim. Band 43, 1928, S. 683.
- zusammen mit A. Travers: Sur un nouvel acide fluoborique In: Comptes rendus de l’Académie des sciences Band 186, 1928
- Étude de la neutralisation de quelques polyacides minéraux (Thèse d'État) In: Ann. de Chimie Band 11 Nr. 10, 1929, S. 104–222.
- zusammen mit A. Travers: Sur l’existence d’une nouvelle catégorie de fluoborates Essais d’isolement. In: Comptes rendus de l’Académie des sciences Band 187, 1928
- zusammen mit A. Travers: Essais d'isolement de fluoborates In: Comptes rendus de l’Académie des sciences Band 186, 1928
- Quelques polyalcools par l’acide periodique. Applications, Sur l’acide phényléthylmaléique et son isomère cis-trans phényléthylfumarique In: Comptes rendus de l’Académie des sciences Band 186, 1928
- Dosage volumétrique du cobalt In: Bull. Soc. Chum. Band 47, 1930, S. 405.
- Séparation et dosage de l’alumine et de l’acide borique In: C.R. Acad. Sc. Band 192, 1931, S. 1653.
- zusammen mit Schnoutka: Application aux produits silico-alumineux (verres, émaux) In: Comptes rendus de l’Académie des sciences Band 192, 1931
- Contribution au dosage du manganèse dans les produits ferreux In: Bull. Soc. Chim. Band 51, 1932, S. 241.
- Étude de l’action des polyalcools sur l’acide periodique et des periodates alcalins In: Bull. Soc. Chim. Band 1, 1934, S. 833.
- Action de quelques réducteurs sur le periodate bipotassique In: Bull. Soc. Chim. Band 1, 1934, S. 479.
- Méthode acidímétrique de dosage du formol et des sulfites, Sur le dosage des petites quantités de nitrates dans les eaux riches In: Comptes rendus de l’Académie des sciences Band 198, 1934, S. 1037
- Dosage acidimétrique de quelques cathions In: Bull. Soc. Chim. Band 2, 1935, S. 1094.
- Dosages acidimétriques en présence de cathions variés In: Bull. Soc. Chim. Band 3, 1936, S. 359.
- Action de l’acide periodique sur l’hydroxylamine-disulfonate de sodium. In: Bull. Soc. Chim. Band 3, 1936, S. 360.
- Sur l’existence de complexes cupri (III) periodiques cristallisés. In: C. R. Acad. Sc. Band 204, 1937, S. 979.
- Note sur le dosage acidimétrique de la glycérine au moyen des periodates. In: Bull. Soc. Chim. Band 4, 1937, S. 906.
- Action de l’acide periodique sur les composés organiques. In: Bull. Soc. Chim. Band 4, 1937, S. 1375.
- Complexes métalliperiodique In: Bull. Soc. Chim. Band 5, 1938, S. 582.
- Choix des indicateurs colorés pour les dosages acidimétriques et alcalimétriques In: Ann. de Chimie Analytique Band 20, 1938, S. 89
- Periodates complexes - I - Cobaltiperiodates. In: Bull. Soc. Chim. Band 6, 1939, S. 223.
- Bismuthoperiodates. In: Bull. Soc. Chim. Band 7, 1940, S. 48.
- Nouvelle méthode de dosage volumétrique du bismuth. In: Ann. de Chimie Anal. Band 22, 1940, S. 5.
- Isolement d’argentiperiodates alcalins - Complexes de l’argent trivalent In: Comp. Rend. Acad. Sc. Band 210, 1940, S. 504–505
- Sur les complexes métalli-periodiques. In: Bull. Soc. Chim. Nr. 5, Band 9, 1942, S. 882.
- Quelques applications analytiques de la dissimulation des cathions métalliques à l’hydrolyse, Sur les argent III-periodates. In: Bull. Soc. Chim. 1951, S. 488.
- Dosage iodométrique de l’étain en présence du cuivre. In: Bull. Soc. Chim. 1951, S. 739.
- zusammen mit M. Coulombeau: Sur les Cuivres III et Argent III periodates et tellurates. In: Bull. Soc. Chim. 1954, S. 7.
- zusammen mit M. Coulombeau: Action des Argent III et Cuivre III periodates sur l’acide oxalique. In: C.R. Acad. Sc. 1954, S. 2322.
- zusammen mit Mme. Reffay: Composés céruléo-tungstiques, indicateurs d'oxydo-réduction en titanométrie. In: Bull. Soc. Chim. 1955, S. 611.
- Sur les dosages du fer et du titane. In: Soc. Chim. de France – Section de Nancy Juni 1959.
- zusammen mit Daniel Burnel: Dosage ampérométrique de la silice In: Chimie Analytique Band 49, Nr. 5, Mai 1967